# Nils Magnus Könsberg
Nils Magnus Könsberg, född 20 december 1789 i Flistads socken, död 23 juli 1862 i Linköping, var en svensk präst. 

## Biografi
Nils Magnus Könsberg föddes 1789 på Stora Segorp i Flistads socken. Han var son till kyrkoherden i Rystads församling, Johan Magnus Könsberg. Könsberg studerade i Linköping och blev höstterminen 1809 student vid Uppsala universitet. Han blev höstterminen 1817 filosofie kandidat och 14 juni 1818 magister. Könsberg blev vårterminen 1822 teologie kandidat och prästvigdes 4 januari 1825. Han avlade pastoralexamen dagen efter och blev 29 mars 1825 regementspastor vid Första livgrenadjärregementet. Den 10 april 1830 blev han kyrkoherde i Törnevalla församling, tillträdde samma år och blev 29 maj 1844 prost. Han avled 1862 i Linköping.
Könsberg ägde Reva i Törnevalla socken.

### Familj
Könsberg gifte sig 12 september 1837 med Carolina Charlotta Bergenstråhle (1808–1869). Hon var dotter till löjtnanten Nils Fredrik Bergenstråhle och Elisabeth Margareta Tisell på Uljeberg i Viby socken. De fick tillsammans barnen Magnus Fredrik Theodor (född 1840) och Nils Rudolf Agathon (1846–1916).